# Tonnerre (film, 1929)
Pour les articles homonymes, voir Thunder et Tonnerre (homonymie).
Tonnerre (Thunder) est un film américain réalisé par William Nigh et sorti en 1929. C’est un mélodrame muet mettant en scène Lon Chaney. Le film n’a pas de dialogue mais présente une partition musicale synchronisée et des effets de son. C’est l’avant-dernier film et le dernier film muet où a joué Chaney. L’essentiel du film est aujourd’hui considéré comme perdu, on ne possède aujourd’hui de façon connue que la moitié de l’enregistrement.

## Synopsis
Lon Chaney joue le rôle de Grumpy Anderson, un employé des chemins de fer qui tient à tout prix à faire partir son train à l’heure. Son obsession pour la rapidité cause plusieurs tragédies qui l’éloignent de sa famille. Heureusement, à la fin du film, il parvient à restaurer leur confiance en lui, et son obsession se trouve justifiée lorsqu’il force avec son train une inondation pour apporter aux victimes les fournitures de première nécessité de la Croix-Rouge.

## Fiche technique
- Titre original : Thunder
- Réalisation : William Nigh
- Scénario : Joseph Farnham, Byron Morgan
- Producteur : Hunt Stromberg
- Production : Metro-Goldwyn-Mayer
- Image : Henry Sharp
- Son : Western Electric Sound System
- Lieu de tournage :  Green Valley, Wisconsin
- Durée : 86 minutes
- Date de sortie : 8 juillet 1929

## Distribution
- Lon Chaney : Grumpy Anderson
- Phyllis Haver : Zella
- James Murray : Tommy
- Tom Keene : Jim
- Frances Morris : Molly
- Wally Albright : Davey
- John MacIntosh : Railroad Man

## Autour du film
Bien que le film soit sonorisé par le système Western Electric Sound System, c'est le dernier film ou apparaît l'acteur Lon Chaney dans un rôle muet, et l'avant-dernier film de sa carrière. Durant le tournage, il contracte une pneumonie et meurt quelques mois après.